# Cittanova (Venetië)
Cittanova is een plaats (frazione) in de Italiaanse gemeente San Donà di Piave.

## Voetnoten
1. ↑  ISTAT 2001 24 nel comune di Eraclea e 12 nel comune di San Donà di Piave